# Cantera de Joaquín Suárez

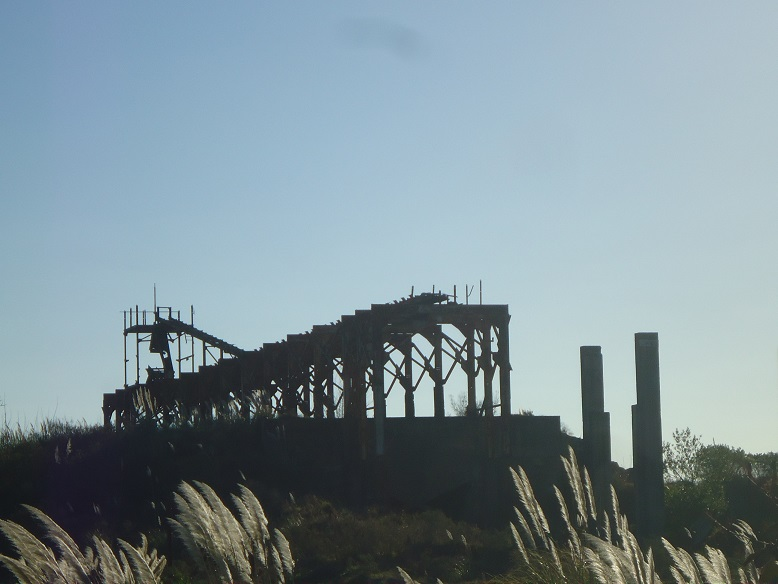
Cantera de extracción y trituración de piedras de granito de Joaquín Suárez

La Cantera de Joaquín Suárez pertenece a la Administración de Ferrocarriles del Estado y es un patrimonio histórico de Joaquín Suárez (ciudad).

## Ubicación
La Cantera se ubica al sur del departamento de Canelones Uruguay,  próximo al arroyo Toledo (límite con el departamento de Montevideo), en el cruce de las rutas 84 y 74 y al oeste de ruta 8.

## Historia
Originalmente, su función se basaba en la extracción y trituración de piedras de granito, siendo una fuente de trabajo para los ciudadanos de sus alrededores, llegó a existir una época dorada para la cantera de Joaquín Suárez, por su productividad entrelazada con el crecimiento y desarrollo del pueblo y su vida cotidiana y su urbanización. Hasta que un hecho marcó su historia, y por ende, la historia de la ciudad y la vida de cada uno de sus ciudadanos.

## Accidente de la Cantera
El accidente de la cantera se ha catalogado como “el mayor accidente laboral en la historia del Uruguay”, dejando como saldo 15 muertos .
La cantera de Suárez hasta ese entonces, había duplicado su producción en los últimos años, y recientemente se había realizado la más grande colocación de barrenos en la historia de la extracción de piedra del Uruguay.
La reactivación de esta cantera de la Administración de Ferrocarriles del Estado era parte del Plan Nacional de Desarrollo 1973-1977 que la Dictadura Cívico Militar uruguaya había implementado para salir de la crisis económica. Su objetivo era facilitar la exportación de materias primas mejorando la estructura vial que comunicaba el interior del país con el puerto de Montevideo.
Como parte de la propaganda del régimen se había convocado a la prensa y diversas autoridades para presenciar la mayor explosión en una cantera uruguaya en su historia.
El 1º de octubre de 1977, a las 9:45 de la mañana de este día, se produjo una explosión de tal magnitud, que según fuentes periodísticas, hubiera arrasado con toda una manzana si el accidente se hubiera producido dentro de un centro urbano. Según esta fuente, los ecos del estruendo se escucharon por residentes de Carrasco, Punta Gorda y Malvín.
Por causas que no pudieron establecerse en forma precisa, atribuyendo lo sucedido a un error humano ese 1º de octubre explotaron 240 kilos de gelinita depositados en 30 cajas formando un cráter sobre la tierra y lanzando lejos a los operarios allí presentes.
Las autoridades militares de la época entendían que el aumento de la producción y la incorporación de la gelignita hacía necesaria la creación de una reglamentación para la seguridad física de los trabajadores y manejo seguro de explosivos. El 6 de setiembre de 1977 se creó una Comisión al efecto con un mes de plazo para expedirse. Los trabajos continuaron sin estas medidas de seguridad hasta producirse la explosión 5 días antes de la culminación del plazo previsto. Esta situación de hecho corresponde a un caso de negligencia del Estado pero acciones militares posteriores de manejo de la información llevaron a categorizarlo como "accidente". La población de Joaquín Suárez continúa utilizando este término discutible.
Se habían preparado detonaciones controladas con barrenos, pero estos no detonaron, estalló el material con el cual se estaba preparando la operación. La acumulación excesiva y su localización en la superficie del terreno fue lo que produjo la mayor parte de las muertes.
Aparecen narraciones sobre acontecimientos tras la explosión, como por ejemplo, de quien sintió que la ruta 74 se le sacudió de un lado a otro, de aquel cuya casa fue partida y todos los vidrios destrozados o del velorio colectivo en el salón parroquial. Anécdotas que sin dudas marcaron la vida de familiares y vecinos de las víctimas del accidente y de todos los ciudadanos de Joaquín Suárez y sus alrededores.
La cantera continuó funcionando hasta la década del 90’, luego de este accidente se produjo un quiebre en la historia laboral de Suárez y del país en general, ya que, por ser un accidente sucedido en horario de trabajo, se catalogó al mismo como el mayor accidente laboral del país.

## Monumento al suceso
Hoy en día, existe en el centro de la ciudad de Joaquín Suárez, una placa en honor a los fallecidos en el relatado accidente con sus respectivos nombres, que recuerda el hecho.